# Талалакина, Ольга Ивановна
Ольга Ивановна Талалакина (12 апреля 1924, Москва, СССР — 16 декабря 1985, там же) — советский библиотековед и преподаватель, кандидат педагогических наук, профессор МГИКа.

## Биография
Родилась 12 апреля 1924 года в Москве в семье мастера авиазавода. Брат Андрей — летчик-испытатель.
В 1943 году поступила на библиотечный факультет МГБИ, который она окончила в 1948 году. Администрация пригласила дипломированную специалистку к себе и та посвятила работе в МГБИ всю свою жизнь — с 1950 по 1985 год. Занималась вопросами библиотечного фондоведения, истории библиотечного дела, краеведения и международного библиотечно-библиографического сотрудничества. Являлась начальницей сдачи студентами кандидатских диссертаций, благодаря ей множество кандидатских диссертаций было защищено студентами.
Скончалась 16 декабря 1985 года в Москве.

## Научные работы
Основные научные работы посвящены библиотековедению. Автор свыше 50 научных работ, а также учебниов и учебных пособий по библиотечным дисциплинам.